# Júlio Montalvão Machado
Júlio Augusto de Morais Montalvão Machado GOL (Vila Real, 27 de julho de 1928 — 25 de junho de 2012) foi um antifascista e político português.

## Biografia
Júlio Augusto de Morais Montalvão Machado era oftalmologista de profissão, foi um dos fundadores da Ação Socialista Portuguesa e, depois, do Partido Socialista.
Exerceu os cargos de Presidente honorário da Federação Distrital do PS de Vila Real, governador civil de Vila Real de 1974 a 1975, foi deputado de 1979 a 1980 e ainda presidente da Assembleia Municipal de Chaves de 1993 a 2001.
Filho de Júlio Augusto Montalvão Machado (Chaves, Santa Maria Maior, 20 de Setembro de 1888 - 1968), autor do livro Bom Humor nos Tribunais, e de sua mulher Olinda de Morais (Montalegre, Montalegre, 25 de Abril de 1902), e irmão de Mário Júlio de Morais Montalvão Machado (1921-2010) deputado e advogado. Era neto paterno de António Augusto de Sousa Machado (Vila Pouca de Aguiar, Capeludos, 10 de maio de 1860 - ?) e de Maria Umbelina Ferreira Montalvão (Valpaços, Barreiros, 7 de junho de 1860 - Vila Pouco de Aguiar, Capeludos, 31 de janeiro de 1887), e neto materno de Adolfo Evangelista de Morais (Montalegre, 20 de junho de 1869 - ?) e de Maria de Jesus de Freitas (Montalegre, 6 de setembro de 1872 - ?).
A 9 de Junho de 1995 foi feito Grande-Oficial da Ordem da Liberdade.

## Falecimento
Morreu a 25 de junho de 2012 aos 83 anos.